# Кайлаш Сатьярті
Кайлаш Сатьярті (гінді कैलाश सत्यार्थी; нар. 11 січня 1954, Відіша, Індія) — індійський правозахисник, котрий бореться за захист прав дітей та проти експлуатації дитячої праці. Заснований ним у 1980 році індійський рух за збереження дитинства (Бачпан бачао андолан) допоміг 80 000 дітей. Один зі співрозробників міжнародних конвенцій із ювенальної юстиції. Впродовж років був головою Глобальної кампанії за освіту (англ. GCE). Лауреат Нобелівської премії миру 2014 року.